# 오울룬살로

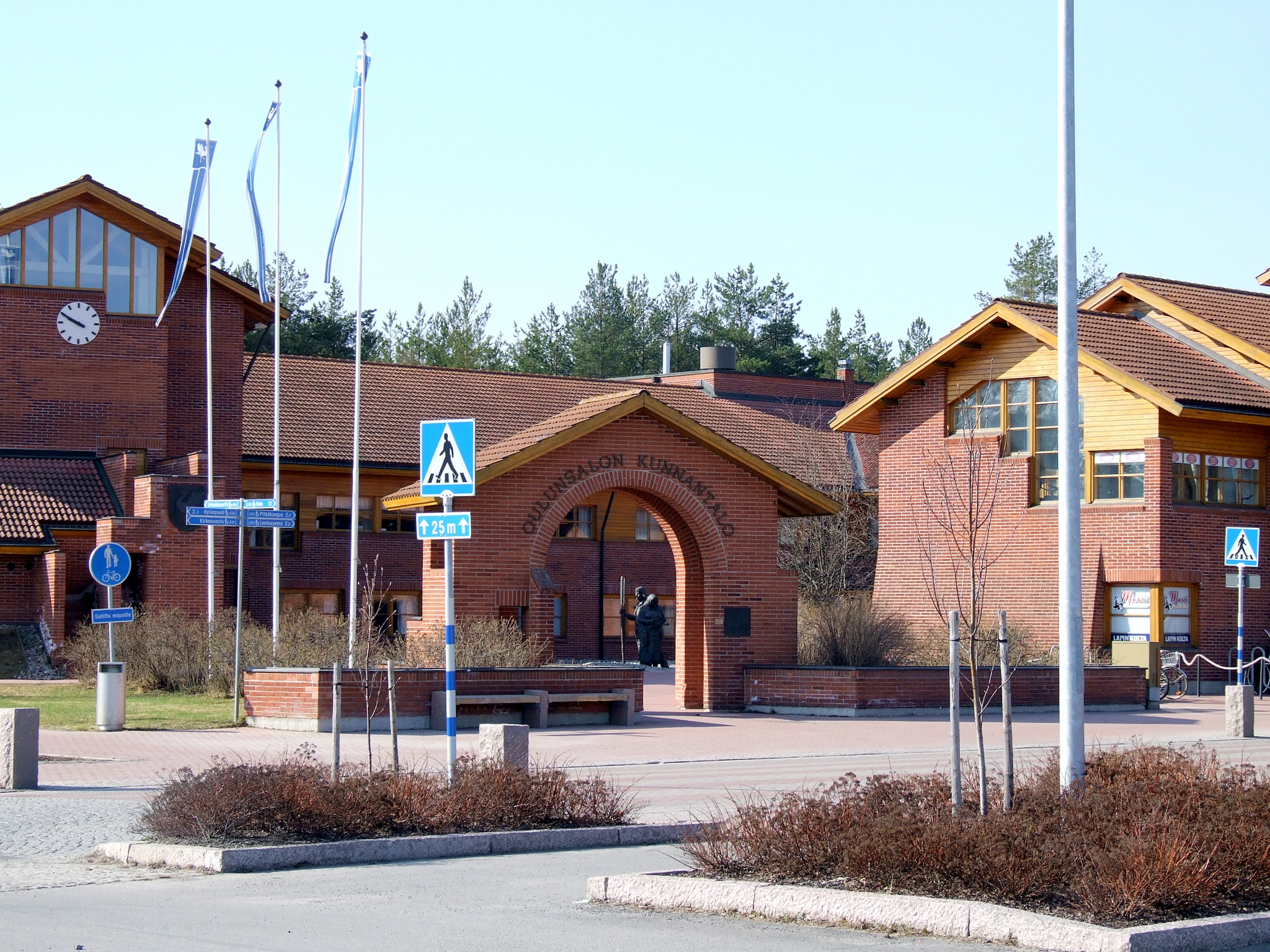
오울룬살로 시청

오울룬살로의 위치

오울룬살로(핀란드어: Oulunsalo)는 핀란드 북포흐얀마 지역에 존재했던 도시로 면적은 211.22km2, 인구는 9,746명(2012년 12월 31일 기준), 인구 밀도는 116.91명/km2이다.
2013년 1월 1일을 기해 하우키푸다스(Haukipudas), 키밍키(Kiiminki), 윌리이(Yli-Ii)와 함께 오울루(Oulu)에 통합되면서 소멸되었다.

시 문장

## 같이 보기
- 켐펠레